# 제니퍼 캐프리아티
제니퍼 마리 캐프리아티(Jennifer Marie Capriati, 1976년 3월 29일 ~ )는 전 세계 랭킹 1위였던 미국의 여자 프로 테니스 선수이다. 그랜드 슬램 단식에서 3회 우승했으며, 1992년 바르셀로나 올림픽 테니스 종목 단식에서 금메달을 획득했다. 총 14개의 단식 타이틀과 1개의 복식 타이틀을 보유하고 있다.

## 성장 과정
캐프리아티의 아버지 스테파노(Stefano)는 그녀가 막 걷기 시작했을 무렵부터 그녀에게 테니스를 가르치기 시작했다. 이탈리아계 미국인인 그녀의 아버지는 원래 권투 선수였다가 테니스 코치로 전업했으며, 캐프리아티가 프로 테니스 선수가 된 이후에도 계속 그녀의 코치를 맡았다.
어린 캐프리아티가 테니스에 재능을 보이자 1986년에 그녀의 가족은 플로리다주로 이주했다. 캐프리아티는 10세 때 지미 에버트(크리스 에버트의 딸로 그녀 역시 세계적인 수준의 테니스 선수였다)가 운영하는 아카데미의 집중 훈련 코스에 참여하였다.

## 메이저 대회 결승

### 그랜드 슬램 결승

#### 단식: 3 (우승 3)
| 결과 | 연도 | 대회          | 코트   | 결승 상대       | 스코어           |
| 우승 | 2001 | 호주 오픈     | 하드   | 마르티나 힝기스 | 6–4, 6–3         |
| 우승 | 2001 | 프랑스 오픈   | 클레이 | 킴 클리스터스   | 1–6, 6–4, 12–10  |
| 우승 | 2002 | 호주 오픈 (2) | 하드   | 마르티나 힝기스 | 4–6, 7–6(7), 6–2 |

### 올림픽 결승

#### 단식: 1 (금메달 1)
| 결과   | 연도 | 대회              | 코트   | 결승 상대     | 스코어        |
| 금메달 | 1992 | 바르셀로나 올림픽 | 클레이 | 슈테피 그라프 | 3–6, 6–3, 6–4 |